# Scaphinotus cristatus
Scaphinotus cristatus är en skalbaggsart som beskrevs av Harris. Scaphinotus cristatus ingår i släktet Scaphinotus och familjen jordlöpare. Inga underarter finns listade i Catalogue of Life.